# 阿尔巴雷圣玛丽
阿尔巴雷圣玛丽（法語：Albaret-Sainte-Marie，法語發音：[albaʁɛ sɛ̃t maʁi]）是法国洛泽尔省的一个市镇，位于该省西北部，属于芒德区。

## 地理
阿尔巴雷圣玛丽（44°52'55"N, 3°14'50"E）面积15.98 平方千米，位于法国奧克西塔尼大區洛泽尔省，该省份为法国南部内陆省份，北起上盧瓦爾省和康塔爾省，西接阿韦龙省，南至加尔省，东临阿尔代什省。
与阿尔巴雷圣玛丽接壤的市镇（或旧市镇、城区）包括：绍亚克、布拉维尼亚克、圣谢利达普谢、莱蒙韦尔、瓦勒达尔科米。
阿尔巴雷圣玛丽的时区为UTC+01:00、UTC+02:00（夏令时）。

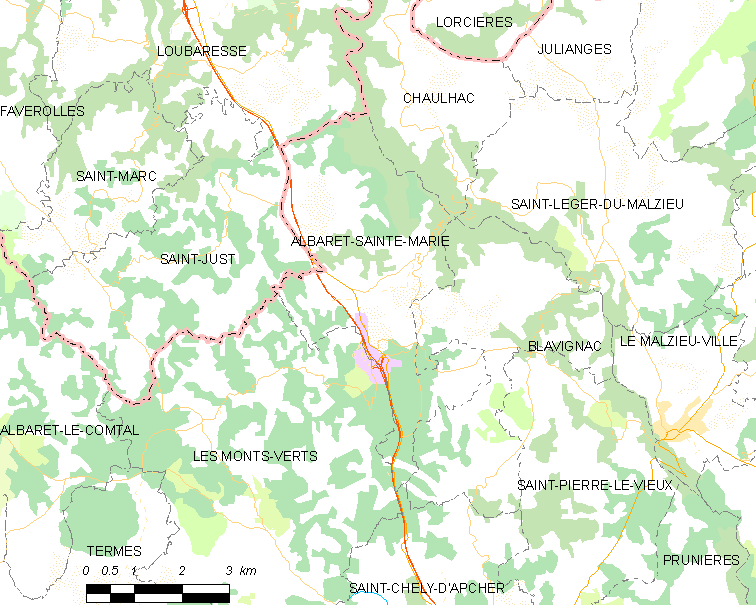
阿尔巴雷圣玛丽的OSM定位图

## 行政
阿尔巴雷圣玛丽的邮政编码为48200，INSEE市镇编码为48002。

## 政治
阿尔巴雷圣玛丽所属的省级选区为圣谢利达普谢县。

## 人口

1962-2008年间阿尔巴雷圣玛丽人口变化图示

阿尔巴雷圣玛丽于2022年1月1日时的人口数量为557人。